# 和兰陀风说书
《和兰陀风说书》（日语：オランダ風説書），是日本江户幕府自1667年开始，命令荷兰驻长崎出岛的商馆馆长每年提交之欧美各国情报汇编，是当时幕府了解国际情况的唯一依据。